# السنة الدولية للضوء
السنة الدولية للضوء والتقنيات المعتمدة على الضوء 2015 (بالإنجليزية: The International Year of Light and Light-based Technologies)‏ هي احتفالية تابعة للأمم المتحدة من خلال الجمعية العامة التي تبنت القرار رقم A/RES/68/221 وذلك في 30 كانون الأول / ديسمبر 2013  تهدف إلى رفع الوعي بإنجازات العلم المتعلقة بالضوء وتطبيقاتها وأهميتها بالنسبة للجنس البشري أقيم حفل افتتاح السنة الدولية للضوء في 19 - 20 كانون الثاني / يناير 2015 في باريس.